# Linzer Athletik-Sport-Klub
Il Linzer Athletik-Sport-Klub, meglio noto come LASK, è una società calcistica austriaca con sede nella città di Linz. 
Milita nella Bundesliga austriaca, la prima divisione del campionato austriaco di calcio.
Fondato nel 1908 nella città di Linz, nella stagione 1964-1965 divenne il primo club non viennese a vincere il campionato austriaco. Nel 1995 assunse la denominazione LASK Linz. Nel 2016 le sezioni professionistiche del club hanno spostato la propria sede a Pasching; contestualmente il club ha rimosso la dicitura Linz dalla denominazione sociale, tornando a chiamarsi LASK.
Disputa le gare interne alla Raiffeisen Arena, stadio inaugurato nel 2023.

## Storia
Nel 1899 vide la luce la società polisportiva Athletiksportklub Siegfried. Nell'inverno del 1908 sorse, invece, il Linzer Sportclub, che assunse la denominazione Linzer Athletik-Sport-Klub (LASK) il 14 settembre 1919, dopo la creazione della sezione calcistica in seno all'Athletiksportklub Siegfried, che si fuse con il Linzer SC.
Debuttò in un campionato ufficiale nella stagione 1919-20, nel campionato regionale dell'Alta Austria. A quell'epoca solo le squadre di Vienna e della Bassa Austria potevano partecipare ai campionati nazionali austriaci. Nel 1924, con l'introduzione del professionismo in Austria, la partecipazione ai campionati nazionali professionistici fu limitata alle sole squadre di Vienna. E fu così che, per meri motivi geografici, il Linz, pur vincendo diverse volte il massimo torneo regionale (cinque volte negli anni venti e tre negli anni trenta), non ebbe mai l'opportunità per disputare i campionati nazionali professionistici, ristretti alle sole squadre di Vienna. Nel 1929 fu introdotto il campionato nazionale amatoriale, a cui partecipavano i campioni regionali tranne quello di Vienna (essendo il campionato di Vienna il campionato nazionale), sostituito da una squadra di Vienna dei tornei minori. Il Linz, in quanto più volte campione regionale, disputò più volte il campionato nazionale amatoriale, vincendolo nel 1931 e perdendo la finale nel 1932.
Nel 1938, in seguito all'annessione dell'Austria alla Germania, il campionato austriaco divenne un campionato regionale del Terzo Reich, al quale furono ammesse, per la prima volta, anche le squadre al di fuori di Vienna e della Bassa Austria. Nella stagione 1938-39 il Linz, vincendo il campionato regionale, ottenne il diritto di disputare la massima serie austriaca, alla quale decise di rinunciare per la stagione 1939-40, pur conservando il diritto di potervi partecipare la stagione successiva. Nel 1940-41 debuttò nella massima serie, chiudendo ultima e retrocedendo.
Con la nuova indipendenza dell'Austria dalla Germania, il campionato nazionale tornò ristretto alle sole squadre di Vienna, fino al 1949, quando la federcalcio austriaca decise di permettere anche alle squadre al di fuori della capitale di parteciparvi. Nella stagione 1949-50 il Linz vinse il campionato regionale venendo ammessa agli spareggi per la promozione in massima serie: vinse anche gli spareggi e ottenne una storica promozione nella massima serie del campionato austriaco.
Il maggior risultato nella storia del club fu la vittoria del campionato nazionale 1964-1965, primo club non viennese a vincere il titolo. Allo stesso anno risale anche la vittoria dell'unica ÖFB-Cup, competizione in cui il club ha raggiunto altre quattro finali (1963, 1967, 1970, 1999), tutte conclusesi con una sconfitta.
Nel 1995 il club passò a chiamarsi LASK Linz. 
Nel 1997, dietro le pressioni dell'opinione pubblica, e anche a causa di un dissesto finanziario occorso due anni prima, si fuse con l'altra squadra cittadina, il Linz.
Il 29 maggio 2012, l'appello presentato alla Österreichische Fußball-Bundesliga circa la concessione della licenza per la stagione 2012-2013 viene respinto, il club escluso dalla Erste Liga e costretto a ripartire dalla Regionalliga. Nel 2012-2013 vince il campionato di Regionalliga Mitte, qualificandosi per lo spareggio-promozione contro il Liefering. La promozione è sfumata dopo una doppia sconfitta (2-0 in trasferta e 0-3 in casa), pertanto il LASK Linz è rimasto in Regionalliga anche nella stagione 2013-2014.
Al termine di quella stagione, i bianconeri hanno conquistato il titolo di Regionalliga Mitte e hanno superato negli spareggi il Parndorf (1-0 in trasferta e 1-1 in casa), conquistando la promozione in Erste Liga e tornando così nel calcio professionistico.

Logo in uso fino al 2023

Nella stagione 2018-2019 la squadra si piazza sorprendentemente al secondo posto e viene ammessa al terzo turno di qualificazione per la fase a gironi di Champions League 2019-2020 dove elimina, con una doppia vittoria, il Basilea, prima di venire estromessa dal Club Bruges all’ultimo turno. Il club, quindi, viene inserito nel gruppo D di Europa League 2019-2020 con Sporting Lisbona, PSV e Rosenborg; il 19 settembre 2019 il club debutta, quindi, nella fase a girone di un grande torneo vincendo per 1-0 contro i norvegesi. Due giornate più tardi, dopo la sconfitta per 2-1 a Lisbona, la compagine austriaca regge lo 0-0 ad Eindhoven per poi vincere al ritorno con un sorprendente 4-1. La vittoria per 2-1 in Norvegia permette al piccolo club austriaco di qualificarsi alla fase ad eliminazione diretta con una giornata di anticipo alla prima partecipazione ad un torneo europeo. Nei sedicesimi di finale il club elimina gli olandesi dell'AZ Alkmaar, ma viene schiacciata agli ottavi dalla forza del Manchester Utd, che si impone per 5-0 in Austria. La partita di ritorno, poi, è stata giocata ad agosto a porte chiuse (così come tutta la competizione) a seguito della sospensione dei tornei avvenuta per contrastare l'espandersi della pandemia di COVID-19, e ha visto lo United imporsi nuovamente, questa volta per 2-1. In campionato, per la stagione 2019-2020, conclude in testa la prima parte del torneo con ben 6 punti di vantaggio dal Salisburgo secondo; tuttavia, al termine dei playoff scudetto, il club è sceso fino al quarto posto finale, vincendo solo 3 delle 10 partite disputate.

## Strutture

### Stadio
Dal 2023 disputa le partite interne nella  Raiffeisen Arena, con una capacità di 19.080 posti a sedere. Ha sostituito il vecchio Linzer Stadion, ora demolito.

## Allenatori
- 1946–1950  Georg Braun
- 1950–1953  Walter Alt
- 1953–1955  Ernst Sabeditsch
- 1955–1956  Josef Pojar
- 1956–1958  Ludwig Lutz
- 1958–1960  Josef Epp
- 1960–1962  Nandor Cserna
- 1962–1964  Karl Schlechta
- 1965–1968  František Bufka
- 1969–1970  Vojtěch Skyva
- 1970–1972  Wilhelm Kment
- 1972–1974  Otto Barić
- 1974–1976  Felix Latzke
- 1976–1978  Wilhelm Huberts
- 1978–1983  Adolf Blutsch
- 1983–1987  Johann Kondert
- 1987  Adolf Blutsch
- 1987–1988  Ernst Hložek
- 1988  Ernst Knorrek
- 1989  Lothar Buchmann
- 1989–1990  Alexander Mandziara
- 1990  Adolf Blutsch
- 1990  Ernst Weber
- 1990–1991  Erwin Spiegel
- 1991–1993  Helmut Senekowitsch
- 1993  Dietmar Constantini
- 1993–1995  Walter Skocik
- 1995–1996  Günther Kronsteiner
- 1996  Max Hagmayr
- 1996–1997  Friedel Rausch
- 1997–1998  Per Brogeland
- 1998  Adam Kensy
- 1998–1999  Otto Barić
- 1999–2000  Marinko Koljanin
- 2000–2001  Johann Kondert
- 2001  František Cipro
- 2001  Johann Kondert
- 2001–2002  Hans-Dieter Mirnegg
- 2002–2003  Norbert Barisits
- 2003  Robert Hoffmann
- 2003–2004  Gert Trafella
- 2004  Norbert Barisits
- 2004  Klaus Lindenberger
- 2004–2006  Werner Gregoritsch
- 2006–2008  Karl Daxbacher
- 2008  Andrej Panadić
- 2008–2009  Klaus Lindenberger
- 2009  Hans Krankl
- 2009–2010  Matthias Hamann
- 2010  Helmut Kraft
- 2010–2011  Georg Zellhofer
- 2011-2012  Walter Schachner
- 2012-2015  Karl Daxbacher
- 2015  Martin Hiden
- 2015  Alfred Olzinger
- 2015-2019  Oliver Glasner
- 2019-2020  Valérien Ismaël
- 2020-2021  Dominik Thalhammer
- 2021-2022  Andreas Wieland
- 2022-  Dietmar Kühbauer

## Palmarès

### Competizioni nazionali
- Campionato amatoriale: 1

1931
- Campionato di Staatsliga B: 1

1957-1958
- Campionato austriaco: 1

1964-1965
- Coppa d'Austria: 1

1964-1965
- Campionato di Erste Liga: 4

1978-1979, 1993-1994, 2006-2007, 2016-2017
- Campionato di Regionalliga: 3

2010-2011, 2012-2013, 2013-2014

### Competizioni regionali
- Campionato dell'Alta Austria: 15

1923-1924, 1924-1925, 1925-1926, 1926-1927, 1928-1929, 1929-1930, 1930-1931, 1931-1932, 1935-1936, 1938-1939, 1946-1947, 1947-1948, 1949-1950, 2000-2001, 2002-2003
- Coppa dell'Alta Austria: 6

1928-1929, 1930-1931, 1931-1932, 1934-1935, 1936-1937, 1945-1946

### Altri piazzamenti
- Campionato amatoriale:

Finalista: 1932
- Campionato austriaco:

Secondo posto: 1961-1962, 2018-2019
Terzo posto: 1963-1964, 1979-1980, 1983-1984, 1984-1985, 2022-2023, 2023-2024
- Coppa d'Austria:

Finalista: 1962-1963, 1966-1967, 1969-1970, 1998-1999, 2020-2021
Semifinalista: 1987-1988, 1996-1997, 2016-2017, 2018-2019, 2019-2020, 2022-2023, 2024-2025
- Supercoppa d'Austria:

Finalista: 1999
- Erste Liga:

Secondo posto: 2015-2016
Terzo posto: 2011-2012, 2014-2015
- Coppa Intertoto UEFA:

Semifinalista: 1996

## Statistiche e record

### Statistiche nelle competizioni UEFA
Tabella aggiornata alla fine della stagione 2024-2025.
| Competizione                  | Partecipazioni | G  | V  | N | P  | RF | RS |
| ----------------------------- | -------------- | -- | -- | - | -- | -- | -- |
| UEFA Champions League         | 1              | 2  | 0  | 0 | 2  | 2  | 5  |
| Coppa delle Coppe             | 1              | 2  | 1  | 0 | 1  | 1  | 1  |
| Coppa UEFA/UEFA Europa League | 13             | 50 | 21 | 7 | 23 | 70 | 79 |
| Coppa delle Fiere             | 1              | 2  | 0  | 1 | 1  | 2  | 6  |
| UEFA Europa Conference League | 2              | 18 | 9  | 5 | 4  | 31 | 25 |
| Coppa Intertoto               | 3              | 14 | 6  | 5 | 3  | 22 | 17 |

## Organico

### Rosa 2024-2025
Aggiornata al 22 gennaio 2025.
| N. |                        | Ruolo | Calciatore        |
| -- | ---------------------- | ----- | ----------------- |
| 1  | Austria (bandiera)     | P     | Tobias Lawal      |
| 2  | Stati Uniti (bandiera) | D     | George Bello      |
| 3  | Finlandia (bandiera)   | D     | Tomas Galvez      |
| 4  | Ucraina (bandiera)     | D     | Maksym Taloverov  |
| 5  | Germania (bandiera)    | D     | Philipp Ziereis   |
| 6  | Paesi Bassi (bandiera) | D     | Melayro Bogarde   |
| 7  | Stati Uniti (bandiera) | A     | Samuel Adeniran   |
| 8  | Nigeria (bandiera)     | C     | Moses Usor        |
| 10 | Austria (bandiera)     | A     | Robert Žulj       |
| 11 | Austria (bandiera)     | A     | Maximilian Entrup |
| 14 | Kosovo (bandiera)      | C     | Valon Berisha     |
| 16 | Panama (bandiera)      | D     | Andrés Andrade    |
| 17 | Germania (bandiera)    | D     | Jérôme Boateng    |

| N. |                       | Ruolo | Calciatore         |
| -- | --------------------- | ----- | ------------------ |
| 18 | Serbia (bandiera)     | C     | Branko Jovičić     |
| 19 | Francia (bandiera)    | A     | Lenny Pintor       |
| 21 | Austria (bandiera)    | C     | Ivan Ljubic        |
| 22 | Montenegro (bandiera) | D     | Filip Stojković    |
| 23 | Ghana (bandiera)      | A     | Ibrahim Mustapha   |
| 25 | Francia (bandiera)    | C     | Alexis Tibidi      |
| 26 | Croazia (bandiera)    | D     | Hrvoje Smolčić     |
| 28 | Austria (bandiera)    | P     | Jörg Siebenhandl   |
| 29 | Austria (bandiera)    | C     | Florian Flecker    |
| 30 | Austria (bandiera)    | C     | Sascha Horvath     |
| 36 | Austria (bandiera)    | P     | Lukas Jungwirth    |
| 43 | Germania (bandiera)   | P     | Clemens Steinbauer |
| 44 | Francia (bandiera)    | A     | Adil Taoui         |

### Rosa 2023-2024
Aggiornata al 5 febbraio 2024.
| N. |                        | Ruolo | Calciatore       |
| -- | ---------------------- | ----- | ---------------- |
| 1  | Austria (bandiera)     | P     | Tobias Lawal     |
| 2  | Stati Uniti (bandiera) | D     | George Bello     |
| 4  | Ucraina (bandiera)     | D     | Maksym Taloverov |
| 5  | Germania (bandiera)    | D     | Philipp Ziereis  |
| 7  | Austria (bandiera)     | C     | René Renner      |
| 9  | Croazia (bandiera)     | A     | Marin Ljubičić   |
| 10 | Austria (bandiera)     | A     | Robert Žulj      |
| 11 | Senegal (bandiera)     | A     | Moussa Koné      |
| 14 | Kosovo (bandiera)      | C     | Valon Berisha    |
| 15 | Panama (bandiera)      | D     | Andrés Andrade   |
| 17 | Nigeria (bandiera)     | A     | Moses Usor       |
| 18 | Serbia (bandiera)      | C     | Branko Jovičić   |

| N. |                       | Ruolo | Calciatore       |
| -- | --------------------- | ----- | ---------------- |
| 19 | Francia (bandiera)    | A     | Lenny Pintor     |
| 21 | Austria (bandiera)    | C     | Ivan Ljubic      |
| 22 | Montenegro (bandiera) | D     | Filip Stojković  |
| 23 | Ghana (bandiera)      | A     | Ibrahim Mustapha |
| 24 | Austria (bandiera)    | A     | Elias Havel      |
| 25 | Germania (bandiera)   | D     | Sanoussy Ba      |
| 28 | Austria (bandiera)    | P     | Jörg Siebenhandl |
| 29 | Austria (bandiera)    | C     | Florian Flecker  |
| 30 | Austria (bandiera)    | C     | Sascha Horvath   |
| 36 | Austria (bandiera)    | P     | Lukas Jungwirth  |
| 37 | Germania (bandiera)   | A     | Lucas Copado     |
| 44 | Francia (bandiera)    | A     | Adil Taoui       |

### Rosa 2022-2023
Aggiornata al 13 gennaio 2023.
| N. |                     | Ruolo | Calciatore        |
| -- | ------------------- | ----- | ----------------- |
| 3  | Ungheria (bandiera) | D     | Ákos Kecskés      |
| 4  | Francia (bandiera)  | D     | Yannis Letard     |
| 5  | Germania (bandiera) | D     | Philipp Ziereis   |
| 6  | Austria (bandiera)  | D     | Philipp Wiesinger |
| 7  | Austria (bandiera)  | C     | René Renner       |
| 8  | Austria (bandiera)  | C     | Peter Michorl     |
| 10 | Austria (bandiera)  | C     | Robert Žulj       |
| 11 | Croazia (bandiera)  | A     | Marin Ljubičić    |
| 14 | Austria (bandiera)  | A     | Husein Balić      |
| 15 | Austria (bandiera)  | A     | Tobias Anselm     |
| 18 | Serbia (bandiera)   | C     | Branko Jovičić    |
| 19 | Austria (bandiera)  | D     | Marvin Potzmann   |

| N. |                       | Ruolo | Calciatore          |
| -- | --------------------- | ----- | ------------------- |
| 20 | Grecia (bandiera)     | A     | Euthymios Koulourīs |
| 22 | Montenegro (bandiera) | D     | Filip Stojković     |
| 24 | Austria (bandiera)    | P     | Tobias Lawal        |
| 27 | Austria (bandiera)    | A     | Thomas Goiginger    |
| 29 | Austria (bandiera)    | A     | Florian Flecker     |
| 30 | Austria (bandiera)    | C     | Sascha Horvath      |
| 33 | Austria (bandiera)    | D     | Felix Luckeneder    |
| 34 | Germania (bandiera)   | D     | Jan Boller          |
| 36 | Austria (bandiera)    | P     | Thomas Gebauer      |
| 38 | Giappone (bandiera)   | C     | Keito Nakamura      |
| 39 | Austria (bandiera)    | P     | Nikolas Polster     |
| 43 | Austria (bandiera)    | C     | Nemanja Celic       |

### Rosa 2021-2022
Aggiornata al 16 febbraio 2022.
| N. |                           | Ruolo | Calciatore                    |
| -- | ------------------------- | ----- | ----------------------------- |
| 1  | Austria (bandiera)        | P     | Alexander Schlager (capitano) |
| 3  | Costa d'Avorio (bandiera) | D     | Oumar Sako                    |
| 4  | Francia (bandiera)        | D     | Yannis Letard                 |
| 5  | Croazia (bandiera)        | D     | Petar Filipović               |
| 6  | Austria (bandiera)        | D     | Philipp Wiesinger             |
| 7  | Austria (bandiera)        | C     | René Renner                   |
| 8  | Austria (bandiera)        | C     | Peter Michorl                 |
| 10 | Austria (bandiera)        | A     | Marko Raguž                   |
| 13 | Cipro (bandiera)          | D     | Strahinja Kerkez              |
| 14 | Austria (bandiera)        | A     | Husein Balić                  |
| 17 | Austria (bandiera)        | C     | Andreas Gruber                |
| 18 | Serbia (bandiera)         | C     | Branko Jovičić                |
| 19 | Austria (bandiera)        | C     | Marvin Potzmann               |
| 21 | Corea del Sud (bandiera)  | C     | Hong Hyun-seok                |

| N. |                       | Ruolo | Calciatore        |
| -- | --------------------- | ----- | ----------------- |
| 23 | Austria (bandiera)    | A     | Alexander Schmidt |
| 24 | Austria (bandiera)    | P     | Tobias Lawal      |
| 25 | Australia (bandiera)  | C     | James Holland     |
| 26 | Rep. Ceca (bandiera)  | D     | Filip Twardzik    |
| 27 | Austria (bandiera)    | A     | Thomas Goiginger  |
| 28 | Slovacchia (bandiera) | A     | Adam Griger       |
| 29 | Austria (bandiera)    | A     | Florian Flecker   |
| 30 | Austria (bandiera)    | C     | Sascha Horvath    |
| 33 | Austria (bandiera)    | D     | Felix Luckeneder  |
| 34 | Germania (bandiera)   | D     | Jan Boller        |
| 35 | Austria (bandiera)    | C     | Stefan Radulovic  |
| 36 | Austria (bandiera)    | P     | Thomas Gebauer    |
| 38 | Giappone (bandiera)   | C     | Keito Nakamura    |
| 39 | Austria (bandiera)    | P     | Nikolas Polster   |

### Rosa 2020-2021
Aggiornata al 12 febbraio 2021.
| N. |                     | Ruolo | Calciatore                |
| -- | ------------------- | ----- | ------------------------- |
| 1  | Austria (bandiera)  | P     | Alexander Schlager        |
| 5  | Croazia (bandiera)  | D     | Petar Filipović           |
| 6  | Austria (bandiera)  | D     | Philipp Wiesinger         |
| 7  | Austria (bandiera)  | C     | René Renner               |
| 8  | Perù (bandiera)     | A     | Matías Succar             |
| 10 | Austria (bandiera)  | C     | Peter Michorl             |
| 11 | Austria (bandiera)  | A     | Dominik Reiter            |
| 13 | Germania (bandiera) | A     | Johannes Eggestein        |
| 14 | Austria (bandiera)  | A     | Husein Balić              |
| 15 | Austria (bandiera)  | D     | Christian Ramsebner       |
| 16 | Austria (bandiera)  | D     | Marvin Potzmann           |
| 17 | Austria (bandiera)  | C     | Andreas Gruber            |
| 18 | Austria (bandiera)  | D     | Gernot Trauner (capitano) |

| N. |                       | Ruolo | Calciatore       |
| -- | --------------------- | ----- | ---------------- |
| 19 | Austria (bandiera)    | C     | Valentino Müller |
| 20 | Austria (bandiera)    | A     | Patrick Plojer   |
| 21 | Danimarca (bandiera)  | C     | Mads Emil Madsen |
| 24 | Austria (bandiera)    | P     | Tobias Lawal     |
| 25 | Australia (bandiera)  | C     | James Holland    |
| 27 | Austria (bandiera)    | A     | Thomas Goiginger |
| 28 | Slovacchia (bandiera) | A     | Adam Griger      |
| 29 | Austria (bandiera)    | A     | Marko Raguž      |
| 30 | Panama (bandiera)     | D     | Andrés Andrade   |
| 31 | Austria (bandiera)    | C     | Lukas Grgic      |
| 32 | Senegal (bandiera)    | A     | Ibrahima Dramé   |
| 33 | Austria (bandiera)    | A     | Thomas Sabitzer  |
| 36 | Austria (bandiera)    | P     | Thomas Gebauer   |